# 밤은 무서워
"밤은 무서워"는 1968년 공개된 대한민국의 영화이다.

## 배역
- 남궁원
- 윤정희
- 박노식
- 한은진
- 김정훈
- 장혁
- 유하나